# 勒沙特利耶
勒沙特利耶（法語：Le Châtellier，法語發音：[lə ʃatəlje] ⓘ）是法国奥恩省的一个市镇，属于阿让唐区。

## 地理
勒沙特利耶（48°40'33"N, 0°34'54"W）面积8.18 平方千米，位于法国诺曼底大区奧恩省，该省份为法国西北部内陆省份，北起顺时针与卡爾瓦多斯省、厄尔省、厄尔-卢瓦省、萨尔特省、马耶讷省和芒什省接壤。
与勒沙特利耶接壤的市镇（或旧市镇、城区）包括：拉沙佩勒欧穆瓦讷、邦武、梅塞、圣安德烈德梅塞、圣博梅尔莱福日、圣克莱尔德阿卢兹。

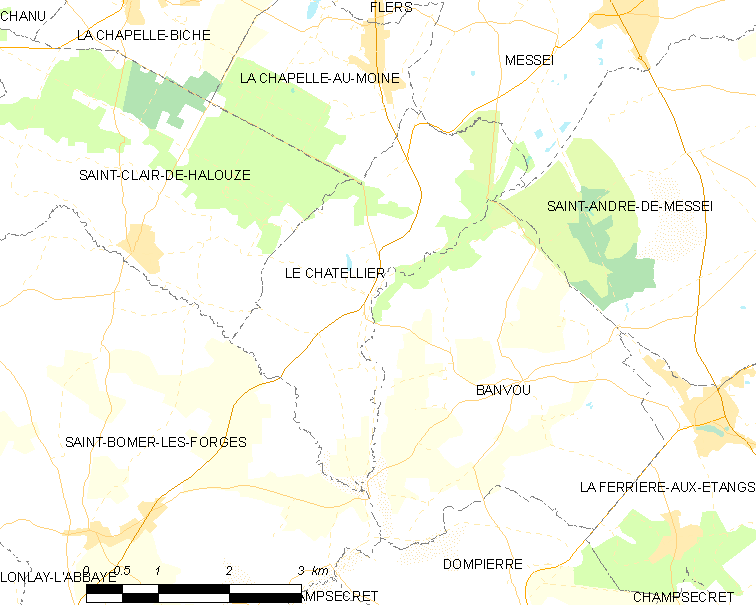
勒沙特利耶的OSM定位图

勒沙特利耶的时区为UTC+01:00、UTC+02:00（夏令时）。

## 行政
勒沙特利耶的邮政编码为61450，INSEE市镇编码为61102。

## 政治
勒沙特利耶所属的省级选区为弗莱尔第一县。

## 人口

1962-2008年间勒沙特利耶人口变化图示

勒沙特利耶于2022年1月1日时的人口数量为402人。